# Zukunftsrat des Bundeskanzlers
Der Zukunftsrat wurde im Juli 2022 für die 20. Legislaturperiode des Deutschen Bundestages von Bundeskanzler Olaf Scholz eingesetzt. Das Beratungsgremium der Bundesregierung aus Vertretern von Wirtschaft, Wissenschaft und Gesellschaft soll Entwicklungen und Trends im Bereich Innovationen beobachten und Vorschläge zur Stärkung des Forschungs- und Innovationssystems in Deutschland erarbeiten. Der Zukunftsrat löst das Vorgängerformat des „Innovationsdialogs“ zwischen Bundesregierung, Wirtschaft und Wissenschaft ab. Ziel ist es, Potentiale aus Forschung und Unternehmen zur Bewältigung der Transformation hin zu einer digitalen, sozial-ökologischen Marktwirtschaft zu identifizieren und zu heben, um Deutschland im internationalen Wettbewerb als führenden Industriestandort zu erhalten.
Der Zukunftsrat des Bundeskanzlers bildet zusammen mit der Expertenkommission Forschung und Innovation (EFI) und dem Forum #Zukunftsstrategie die Spitze des „Beratungsdreiecks“ zu Forschung und Innovationen der Bundesregierung.
Die Sitzungen des Zukunftsrats werden inhaltlich von einer Geschäftsstelle vorbereitet und organisiert, die bei „acatech - Deutsche Akademie der Technikwissenschaften“ angesiedelt ist. Diese Geschäftsstelle erstellt zu jedem Beratungsthema ein vorbereitendes Dossier, mit dem eine gemeinsame Wissens- und Diskussionsgrundlage geschaffen wird.

## Steuerkreis des Zukunftsrats
Seit Antritt der Bundesregierung unter Kanzler Friedrich Merz gibt es keine Erklärung, ob oder wie der Zukunftsrat weitergeführt werden soll.
Die letzte Zusammensetzung war:
Mitglieder der Bundesregierung
- Olaf Scholz
- Robert Habeck
- Bettina Stark-Watzinger
- Wolfgang Schmidt

Mitglieder des Steuerkreises
- Thomas Weber (Vorsitz)
- Ann-Kristin Achleitner
- Stefan Asenkerschbaumer
- Irene Bertschek[5]
- Susan-Stefanie Breitkopf
- Tanja Brühl
- Patrick Cramer
- Yasmin Fahimi
- Holger Hanselka
- Dirk Hoke
- Henning Kagermann
- Markus Kamieth
- Christian Klein
- Bettina Schöne-Seifert
- Özlem Türeci
- Joachim Wenning

Ehemalige Mitglieder des Steuerkreises
- Martin Brudermüller
- Tina Klüwer
- Reimund Neugebauer
- Reinhard Ploss
- Geraldine Rauch
- Martin Stratmann

## Sitzungen und Themen des Zukunftsrat des Bundeskanzlers
Chronologisch aufsteigend:

### 13. Juli 2022: Konstituierende Sitzung
In der Auftaktsitzung des Zukunftsrats stand die Rolle von Innovationen als Motor für die Transformation hin zu einer sozial-ökologischen Marktwirtschaft im Mittelpunkt. Die Teilnehmer diskutierten, wie Deutschland seine Forschungs- und Entwicklungsleistungen besser in konkrete Innovationen überführen kann, um langfristig Wertschöpfung und Wohlstand zu sichern sowie Klimaziele und geopolitische Herausforderungen nachhaltig zu bewältigen. Insbesondere wurden die Finanzierung von Innovationen, die Potenziale der Digitalisierung in Wirtschaft und Verwaltung und die Stärkung des Biotechnologie-Ökosystems hervorgehoben.

### 7. Dezember 2022: Robotik und Elektrolyseure
In der zweiten Sitzung des Zukunftsrats standen die Innovationpotenziale in den Bereichen Robotik und Elektrolyse im Fokus. Diskutiert wurden Marktentwicklungen und die Potenziale der KI-basierten Robotik, insbesondere für den Maschinen- und Anlagenbau, sowie die Herstellung und der Betrieb von Elektrolyseuren als zentraler Teil für die Wasserstoffwirtschaft in Deutschland. Die Mitglieder des Zukunftsrats betonten die Notwendigkeit, regulatorische Hürden abzubauen und innovationsfreundliche Rahmenbedingungen zu schaffen, um wettbewerbsfähige Geschäftsmodelle in Deutschland und Europa zu ermöglichen.

### 6. Juli 2023: Biotechnologie
Im Sommer 2023 beriet der Rat über die Biotechnologie als Schlüsseltechnologie des 21. Jahrhunderts und ihre ökonomischen Potenziale für Deutschland. Die Mitglieder betonten, dass Deutschland an seine Erfolge in der Biotechnologie anknüpfen sollte, um, aufbauend auf herausragenden Forschungsergebnissen, Hubs mit internationaler Strahlkraft zu schaffen und somit auch technologische Souveränität zu sichern. Die Verknüpfung von Biotechnologie mit Künstlicher Intelligenz und Datennutzung wurde als zentral für zukünftige Entwicklungen hervorgehoben.

### 26. Januar 2024: Generative KI
Thema der Sitzung war die Entwicklung und Anwendung generativer Künstlicher Intelligenz (KI) in Deutschland. Die Teilnehmer diskutierten darüber, wie diese Technologie genutzt werden könne, um die Wettbewerbsfähigkeit und technologische Souveränität Deutschlands zu stärken. Betont wurde die Notwendigkeit eines schnellen Ausbaus geeigneter Rechenkapazitäten sowie eines innovationsfreundlichen Umfelds, um einseitige Abhängigkeiten zu verringern, heimische Ansätze zu fördern und deutsche sowie europäische Werte in KI-Modellen zu verankern.

### 28. August 2024: Innovationsfähigkeit in der Zeitenwende
In der fünften Sitzung stand die Bedeutung von Schlüsseltechnologien und Innovationsfähigkeit in Zeiten des Umbruchs im Mittelpunkt. Diskutiert wurde, wie Spitzenforschung in anwendbare Innovationen übersetzt und an aktuelle Herausforderungen angepasst werden könne, um Wertschöpfung zu steigern und zukunftsfähige Arbeitsplätze zu schaffen. Bürokratieabbau, innovationsfreundliche Regulierungen und neue Förderinstrumente wurden als entscheidend für die Vernetzung von Forschung und Wirtschaft betont, aber auch für Kooperationen innerhalb der Wirtschaft.